# Velasco (1881)
El Velasco fue un crucero desprotegido de la Armada Española de la y cabeza de su clase homónima, que recibió su nombre en honor a Luis Vicente de Velasco e Isla. Expresamente diseñado para su uso en ultramar, todo su historial de servicio radicó en las posesiones españolas del Pacífico, en las islas Filipinas y su entorno. Junto con el Gravina, de sus misma clase, fueron los primeros buques de la Armada Española en ser pintados en blanco. De todos los buques de su clase sólo el Velasco y el Gravina montaban la máxima configuración en potencia de fuego, con tres cañones británicos Armstrong M1881 BL de 6" y dos del calibre 70 mm/12 González Hontoria, de menor calibre y de fabricación española.

## Historial

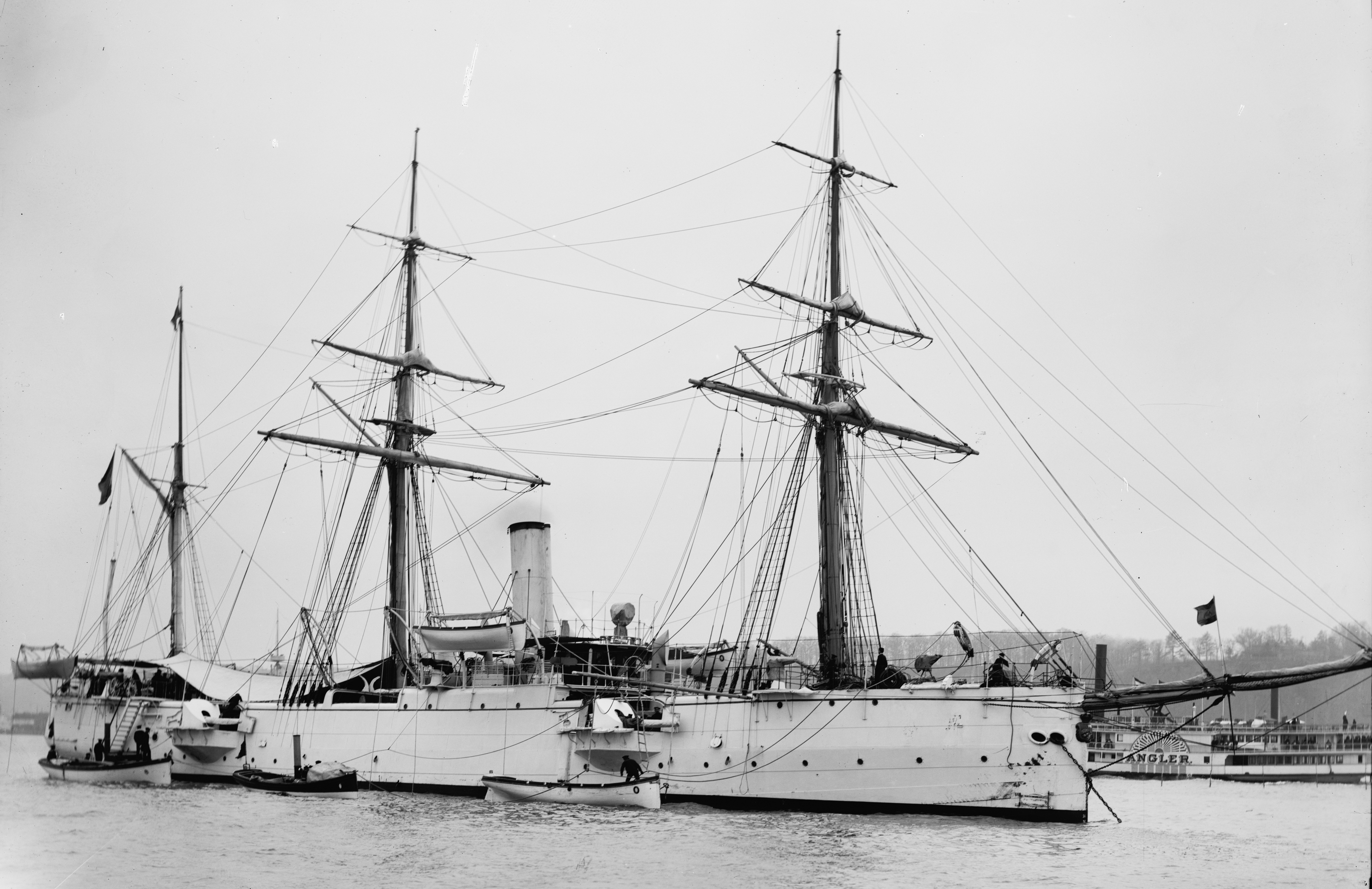
El Infanta Isabel, gemelo del Velasco, en Nueva York en mayo de 1893.

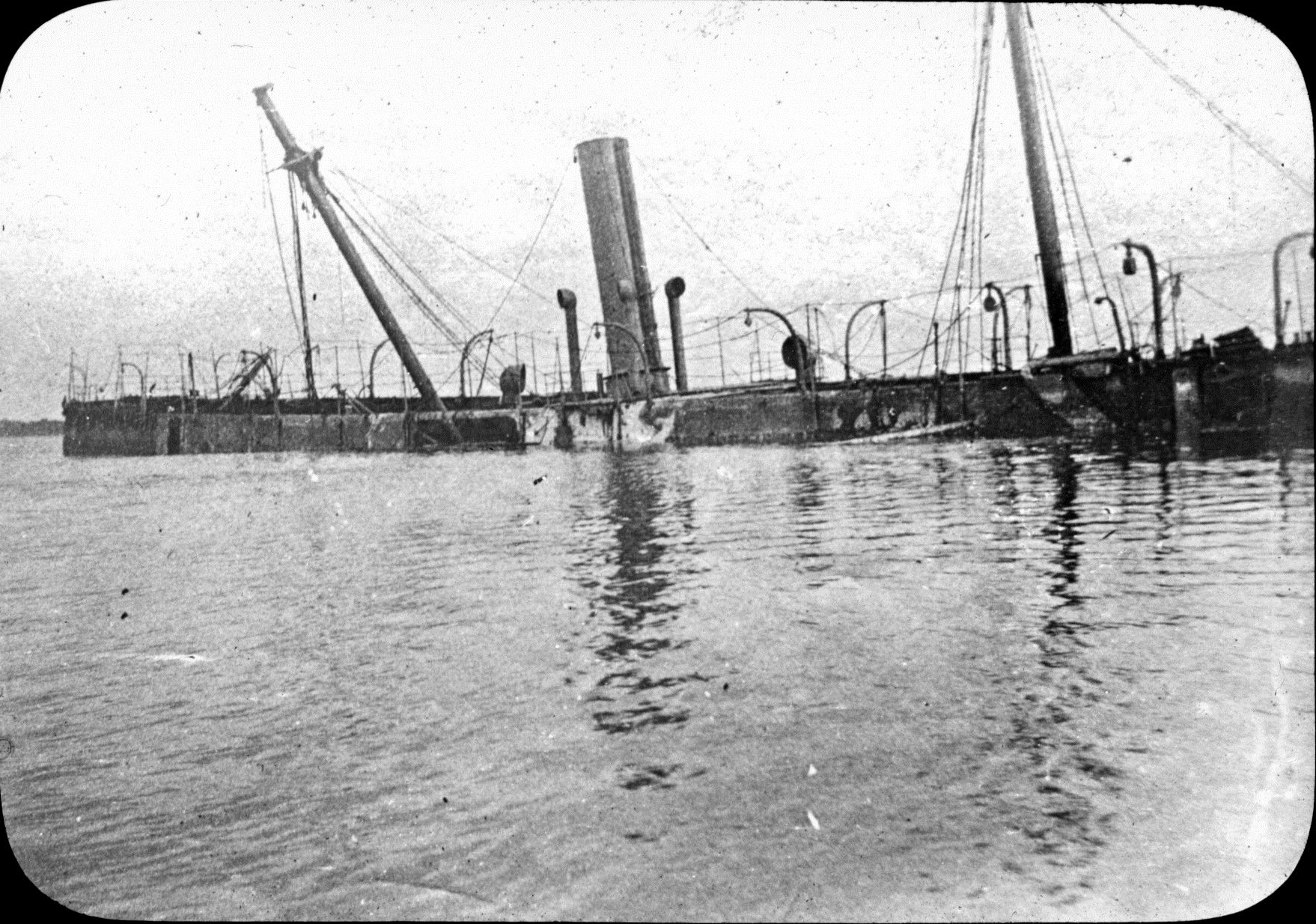
Pecio del Velasco.

El buque llegó al puerto del Ferrol en marzo de 1882. Bajo el mando de su primer comandante, el teniente de navío José Morgado, zarpó a Filipinas el 3 de junio de 1882 y participó el 29 de octubre de ese mismo año con los cruceros Gravina y el Aragón en una operación de castigo contra las islas del archipiélago de Joló, formando escuadra además de con los reseñados Aragón y Gravina, con la corbeta de hélice Vencedora, la goleta de hélice Sirena y los cañoneros Paragua II y Arayak. Las operaciones se prolongaron hasta el 17 de diciembre de 1882. En esta ocasión al Velasco le acompañaban las mencionadas Vencedora y Sirena, más el Arayak. Tras la expedición de castigo contra los piratas, quedaron en la estación naval el aviso Marqués del Duero y el Arayak.
Entre enero y marzo de 1885 efectuó una expedición a las islas Carolinas para hacer acto de presencia ante las continuas injerencias alemanas en el archipiélago. La idea era establecer una estación en Yap en la zona occidental del archipiélago y otra en el sector oriental en Ponape para reafirmar la soberanía española sobre las islas. El comandante del Velasco, Emilio Butrón y de la Serna, tras navegar por las Carolinas y las Palaos, remitió un informe el 2 de abril al apostadero de Cavite, base principal española en el Pacífico.
En enero de 1886 fue sometido a reparaciones en Hong Kong. En junio de ese mismo año, regresó a las Carolinas junto con el vapor Manila, para hacer un nuevo reconocimiento y comprobar la viabilidad de las nuevas bases de Ponape y Yap.
El 25 de junio de 1890 un ataque indígena causó la muerte de un oficial y 27 soldados españoles en Ponape, lo que provocó que en octubre se desplazara a la zona el Velasco y el Antonio de Ulloa con 500 soldados y algunos cañones, que se vieron reforzadas después, pudiendo pacificar el territorio en diciembre de 1890.
En 1891, el crucero fue enviado a patrullar al norte de la isla de Luzón y circundantes para vigilar actividades potencialmente sospechosas de la marina mercante japonesa.
En agosto de 1896 se produjo en Filipinas la insurrección tagala. El 30 de ese mismo mes es atacada sin éxito por los insurrectos Manila. El Velasco participó en las operaciones de desembarco y restablecimiento del orden en San Roque y Manila, aunque el orden no se restableció completamente hasta mayo de 1897.
El 14 de febrero de 1897, tomó parte en operaciones en Nay, efectuando un bombardeo a la costa contra las trincheras insurrectas en Bacoor, Vinacayan, Cavite Viejo y Noveleta.
El 1 de mayo de 1898, el crucero Velasco estaba pendiente de reparaciones y sin su artillería, fondeado en compañía del cañonero General Lezo en el Arsenal de Cavite, donde se perdió sin llegar a participar en la Batalla de Cavite. Sus calderas estaban en tierra siendo reparadas y su armemento había sido trasladado a la batería de la isla del Caballo.